# 南豪神社
南豪神社（なんごうじんじゃ）は、北海道帯広市に鎮座する神社。大正時代に父と共に九州より帯広に渡った竹中祥晃が地域発展のために創建した。

## 概要
初代宮司の竹中祥晃は大正12年（1923年）ごろ、2歳の時に父と共に九州より帯広に渡った。父が植林や寺院の創建と事業を行うのを手伝い、自身はこの南豪神社を創建。初代宮司に就任する。以後地域の発展に尽くし平成6年（1994年）10月逝去する。神社の祭神は天照皇大神・豊受大神・猿田毘古之大神・倭姫命。例大祭を9月22日・23日に執り行う。帯広市街から外れた東1条南28丁目にあり、売買川に面し向いには聖光山南豪寺がある。

## 所在地
- 北海道帯広市東一条南28丁目2-2

座標: 北緯42度53分58.5秒 東経143度12分38秒 / 北緯42.899583度 東経143.21056度